# サイエンスライター
サイエンスライター、科学ライター（英語: science writer）、あるいは科学ジャーナリスト（science journalist） とは、科学（おもに自然科学）に関連する記述を専門に行う著作家のこと。欧米では 「science journalist サイエンス・ジャーナーリスト」と呼ばれることが一般的である。
サイエンスライターは、科学を、ジャーナリズムの観点から解説・説明すると同時に、高度で複雑な専門用語や難解な数式などを簡素かつ明確に説明する能力・技術・解説能力を必要とする。サイエンスライターの多くは自然科学全域を活動領域とし、科学雑誌への寄稿や新聞への記事提供を行う。また、文筆活動以外にも学校教育の場などで科学世界への好奇心を持ってもらう体験授業、フィールドワーク、広報活動を行うこともあり、活動領域は多岐にわたる。
就業形態もフリーランスから基礎研究部門の担当者、新聞社の科学担当者、科学者などさまざまな領域の人材からなり、特定領域からの出身者による偏りはみられない。大学や研究所に勤務する科学者が本名とは異なる作家名を使いライターとして活動することもある。

## 例
日本
- 竹内薫
- 茂木健一郎
- 米村でんじろう
- 中西貴之
- さかなクン
- 山田ふしぎ

英語圏
- カール・セーガン（本業は天文学・惑星探査の専門家だが、一般大衆向けの科学啓蒙書 Cosmos『コスモス』の執筆や、そのテレビ番組監修などでも才能を見せた。）
- スティーブン・ホーキング。（本業は一流の理論物理学者だが、サイエンスライターとしての才能も持ち合わせており、一般人向けの解説書（『ホーキング、宇宙を語る』『ホーキング、未来を語る』等々）を執筆し、多くの読者を獲得した。）
- メアリー・サマヴィル（スコットランドの博学者。王立天文学会初の女性会員でもある。）

- カロライン・ハーシェル（イギリスで活躍した天文学者。元はドイツ出身）
- Philip Ball （英国）
- en:David Bradley (UK journalist)（英国）

- Natalie Angier（ニューヨーク・タイムズのジャーナリスト）
- Gina Kolata（同じくNYTのジャーナリスト）
- Dennis Overbye（NYT）
- Matt Ridley（ウォール・ストリート・ジャーナル紙）

- Christopher Bird
- David Bodanis
- Deborah Byrd
- Nigel Calder
- Marcus Chown
- Wilson da Silva
- Claudia Dreifus
- David Duncan
- Gregg Easterbrook
- Dan Fagin
- Kitty Ferguson
- Timothy Ferris（天文学中心）
- Albrecht Fölsing
- Ben Goldacre
- Robert Kunzig
- Duncan Lunan
- Chris Mooney
- Michelle Nijhuis

- David Quammen
- Kirsten Sanford
- Rebecca Skloot
- Meredith Small
- Robyn Williams
- Carl Zimmer

- Bob McDonald（カナダ）